# Andrea Levy (escritora)
Andrea Levy (Londres, 7 de marzo de 1956-14 de febrero de 2019) fue una escritora británica, hija de una pareja de jamaicanos que en 1948 emigraron al Reino Unido en el Empire Windrush, un barco que trasladó al primer gran grupo de inmigrantes antillanos que llegaron al Reino Unido tras la Segunda Guerra Mundial.

## Identidad y comienzos
Los antepasados de Andrea Levy son principalmente afro-jamaicanos. Las excepciones son su abuelo paterno, que era judío, y su bisabuelo materno, que procedía de Escocia. Cuando tenía unos veinticinco años, trabajó para una institución social que, entre otras cosas, trataba a víctimas de ataques racistas. También trabajó a tiempo parcial en el departamento de vestuario de la BBC, al mismo tiempo que abrió una empresa de diseño gráfico con su marido, Bill Mayblin. Durante esta época experimentó un despertar de su identidad racial, así como de su condición de mujer. También se dio cuenta del poder de los libros y empezó a leer «desmesuradamente»: era bastante fácil encontrar literatura de autores afroamericanos, pero la obra de afrobritánicos era escasa. Levy no empezó a escribir hasta que tuvo unos treinta y cinco años, cuando en 1989 se apuntó al curso de escritura creativa de la poeta y novelista escocesa Alison Fell, al que asistió durante siete años, en la escuela de adultos City Lit.

## Obra y recepción crítica
Publicada en 1994, la primera novela de Levy, la semiautobiográfica Every Light in the House Burnin’, obtuvo críticas favorables. El diario The Independent on Sunday escribió: «Esta historia de una joven en los años 60 en el norte de Londres, hija de emigrantes jamaicanos, se puede comparar con algunas de las mejores historias sobre una infancia en la pobreza. Cómica y emotiva, osada y libre de sensiblería». Levy habló sobre el año de rechazos que siguió a la publicación de su primera novela: «Las editoriales tienen una mentalidad de rebaño. Les preocupaba que solo me leyeran los negros… Aparte de los escritores afroamericanos y de Yardie (novela del británico de origen jamaicano Victor Headley), no había nada que demostrara que mis libros se venderían… No había ningún afrobritánico que hubiera tenido verdadero éxito con libros que hablaran de aspectos de la vida cotidiana».
La segunda novela de Levy, Never Far from Nowhere (una historia de iniciación sobre dos hermanas de padres jamaicanos que crecen en el Londres de los 60 y los 70), fue preseleccionada para el premio Orange. Después de su publicación, Levy visitó Jamaica por primera vez, y lo que descubrió sobre el pasado de su familia le proporcionó material para su siguiente libro. Fruit of the Lemon, cuya historia transcurre en Inglaterra y en Jamaica durante la era Thatcher, «explora el concepto de casa y como este varía entre aquellos que vivieron en la Jamaica colonizada y sus descendientes», tal y como señaló The New York Times; «aunque Levy escribe específicamente sobre británicos jamaicanos negros y su lucha por ser reconocidos como miembros de pleno derecho de la sociedad, su novela ilumina la situación general que afecta a todos los hijos de inmigrantes poscoloniales de los países occidentales, desde la banlieue francesa hasta los barrios islámicos de Nueva York, pasando por los guetos de hispanos de Los Ángeles».
La cuarta novela de Levy, Small Island, publicada en 2004, la situó a un nivel literario superior. Según el escritor Mike Philips, «Small Island es un libro que vale la pena leer, y proporciona el tipo de placer que ha sido la especialidad de una larga lista de novelistas ingleses. Es honesto, magistral, reflexivo e importante. Es la obra maestra de Andrea Levy». Ganó tres prestigiosos premios: el premio Orange, el premio Whitbread al mejor libro del año y el premio Commonwealth Writers’. Se ha hecho una adaptación en forma de telenovela, que se emitió en la BBC en diciembre de 2009.
Su quinta novela, The Long Song, ganó el premio Walter Scott en 2011 y fue finalista del premio Booker en 2010. El diario The Daily Telegraph la calificó de «novela sensacional… [que] cuenta la vida de July, una joven esclava que vive en una plantación de azúcar en la Jamaica de la década de 1830, justo en el momento en que la idea de la emancipación empezó a sacudir la isla». Kate Kellaway, en The Observer, señaló que «la facilidad y el entusiasmo con las que se lee The Long Song solo pueden ser fruto de un gran esfuerzo». El crítico de The Washington Post, que la calificó de «profunda y acertada», añadió que «The Long Song nos recuerda que es una de las mejores escritoras de novela histórica de su generación».

## Premios
- 2004: premio Orange, ganadora, Small Island
- 2004: premio Whitbread al mejor libro del año, ganadora, Small Island
- 2005: premio Commonwealth Writers’, ganadora, Small Island
- 2010: premio Booker, finalista, The Long Song
- 2011: premio Walter Scott, ganadora, The Long Song

### Prosa
- Every Light in the House Burnin’ (1994)
- Never Far from Nowhere (1996)
- Fruit of the Lemon (1999)
- Small Island (2004)
- The Long Song (2010)

### Obra traducida al español
- Pequeña isla (2006). Traducida por Daniel Najmías Bentolilla. Editorial Anagrama.
- Una larga canción (2011). Traducida por Ángeles Carreras Rodríguez. El Aleph Editores.